# Dejan Ljubičić
Dejan Ljubičić (sinh ngày 8 tháng 10 năm 1997) là một cầu thủ bóng đá chuyên nghiệp người Áo thi đấu ở vị trí tiền vệ cho câu lạc bộ 1. FC Köln tại Bundesliga và đội tuyển quốc gia Áo. 